# Projekt Hummerschere

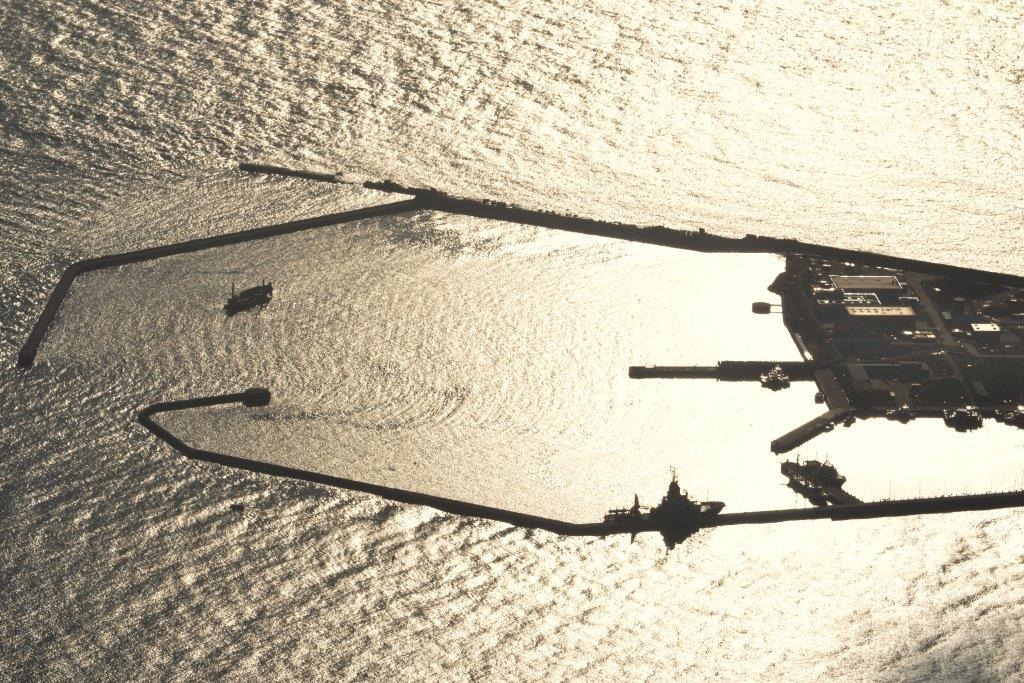
Westlicher Teil (2014)

Das Projekt Hummerschere war ein militärisches Großprojekt der nationalsozialistischen Reichsregierung zur Errichtung eines künstlichen Marinestützpunkts am Südende von Helgoland und seiner Düne.

## Geschichte

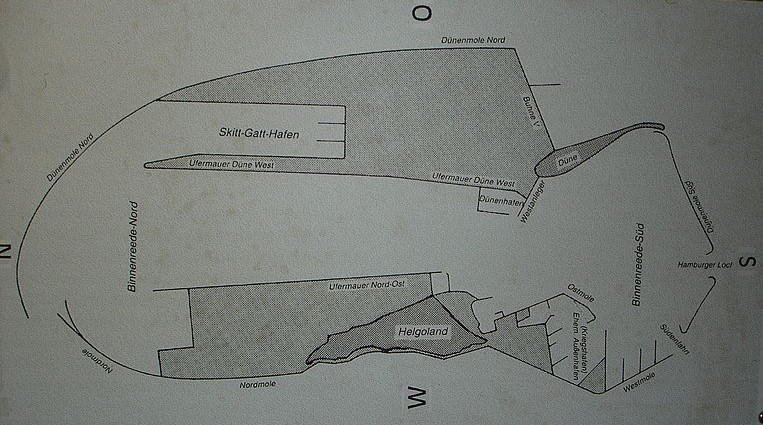
Karte des Projekts Hummerschere

Bereits im Deutschen Kaiserreich war Helgoland ein wichtiger Marinestützpunkt der Kaiserlichen Marine. In der Zeit des Nationalsozialismus wurde 1938 mit dem Großprojekt zur Schaffung des Hafens für die Kriegsmarine begonnen. Helgoland und der dort entstehende Hafen sollten unter dem Planungs- und Tarnnamen „Projekt Hummerschere“ zu einem Gegenstück von Scapa Flow werden und Seeblockaden verhindern.
Nördlich der Insel Düne sollten durch Aufschüttung, Trockenlegung und Errichtung von Molen zwei Verlängerungen der Insel und damit ein künstliches Becken zur Aufnahme und zum Schutz großer Teile der deutschen Flotte entstehen. Gleichzeitig sollte die Insel in einer Bauzeit von 30 Jahren durch Sandaufspülungen auf ein Vielfaches ihrer ursprünglichen Größe erweitert werden. Zusätzlich wurde auf Helgoland ein umfangreiches Bunkersystem angelegt. Das Projekt kam allerdings nicht über die notwendigen Vorarbeiten hinaus, darunter die Aufschüttung des Nordostlandes, und wurde im Zweiten Weltkrieg bereits 1941 eingestellt.
Nach dem Ende des Zweiten Weltkrieges von den Briten besetzt, diente die Insel 1945–1952 als Spreng- und Übungsgelände. 1947 sollte Helgolands Bunkersystem zerstört werden. Trotz vieler Proteste wurde eine der größten Sprengungen der Geschichte („Big Bang“ oder „British Bang“) durch die Royal Navy vorbereitet, die am 18. April 1947 die Landschaft Helgolands nachhaltig veränderte.
Sichtbare Folgen des aufwändigen „Projekts Hummerschere“ sind das Helgoländer Nordostland, die Schutzmauer an der Langen Anna und die stete Vergrößerung der Helgoländer Düne.

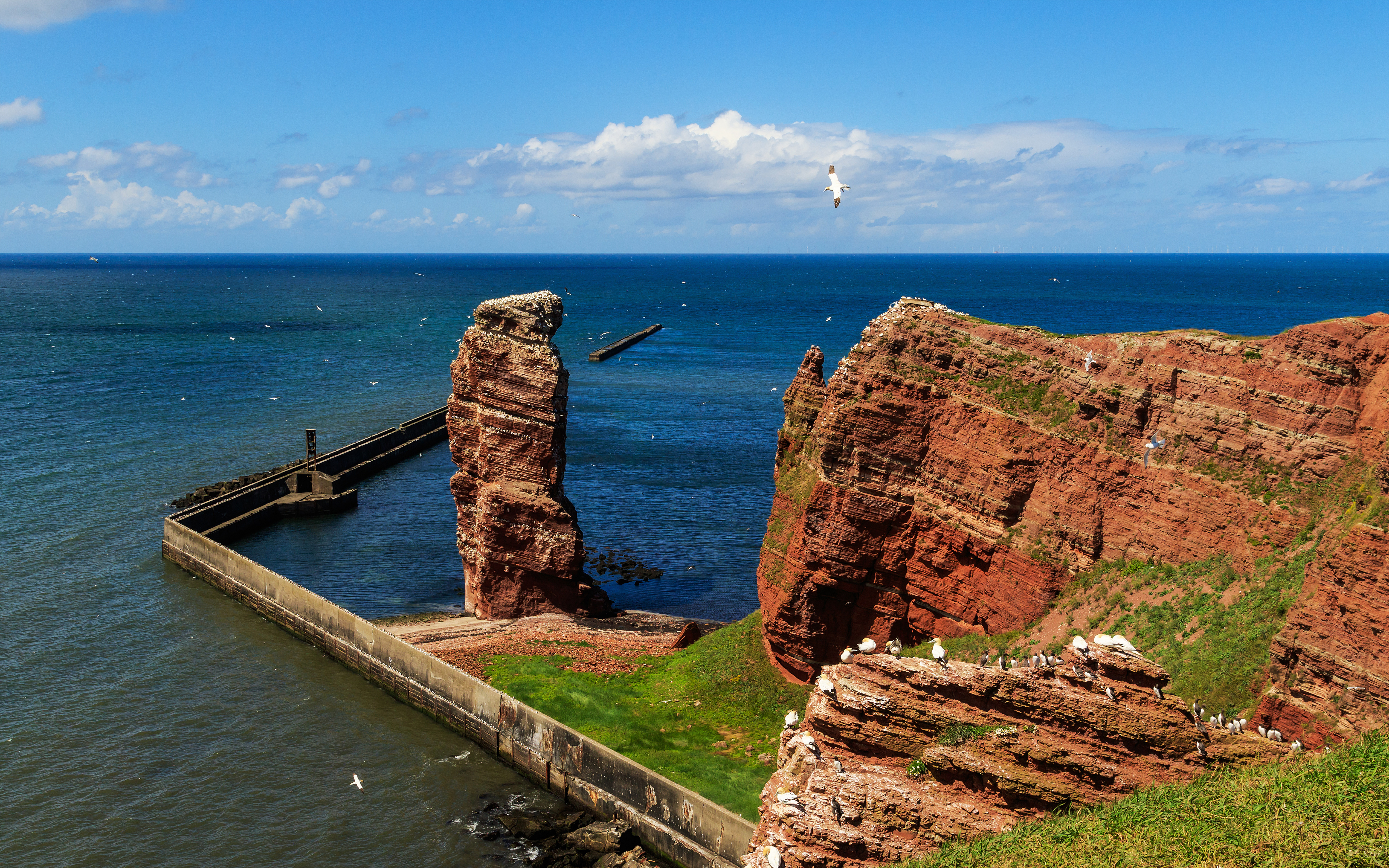
Die Schutzmauer an der Langen Anna entstand erst im Rahmen des Projekts Hummerschere